# Strauss (Unternehmen)

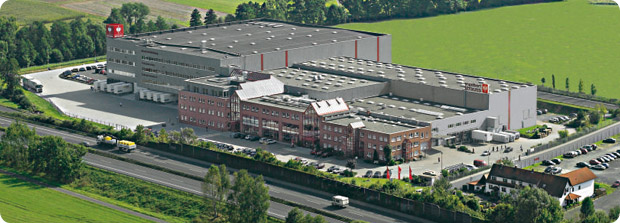
Strauss Hauptsitz in Biebergemünd

Strauss (bis 2025 Engelbert Strauss) mit Sitz in Biebergemünd ist ein Versand- und Einzelhandelsunternehmen für Arbeitskleidung.

## Geschichte
August Strauss war ab 1902 deutschlandweit fahrender Händler für Besen und Bürsten, die im heute zu Biebergemünd gehörenden Besenkassel hergestellt wurden. Sein Sohn Engelbert gründete 1948 das Unternehmen Engelbert Strauss. Der Handel mit Besen und Bürsten sowie nach dem Zweiten Weltkrieg auch regionalen Produkten wie bspw. Äpfel wurde zunächst fortgesetzt. Später wurden Arbeitsschutzartikel, beginnend mit Arbeitshandschuhen in das Sortiment aufgenommen.
In den 1960er Jahren wurde auf Versandhandel umgestellt und seit 1973 ist ein Versandkatalog verfügbar. Nach und nach wurde das Produktangebot um Arbeitskleidung wie bspw. Sicherheitsschuhe und Arbeitsschutzbekleidung erweitert. Um neue Produktionsmöglichkeiten zu erschließen, unternahm Norbert Strauss, Sohn des Firmengründers und damaliger Geschäftsführer, im Jahr 1979 eine Reise nach China. Anfang der 1990er Jahre verlegte das Unternehmen seinen Hauptsitz nach Biebergemünd.
1996 eröffnete Engelbert Strauss eine Niederlassung in Österreich. Ab 2002 folgten Niederlassungen in Großbritannien, den Niederlanden, Belgien, Schweiz, Tschechien, Schweden und in Dänemark. Im Jahr 2015 traten die Brüder Steffen und Henning Strauss in die Geschäftsführung ein. Ab Ende der 2000er Jahre warb das Unternehmen in Kinos, mit eigenen Werbesongs und stattete die Fernsehsendung Zuhause im Glück – Unser Einzug in ein neues Leben mit Arbeitskleidung aus.
Im Jahr 2020 eröffnete Strauss ein weiteres Logistik- und Versandzentrum mit eigener Produktion in unmittelbarer Nähe zum Hauptsitz, das 2022 mit dem Retail Technology Award ausgezeichnet wurde sowie einen Standort in Bangladesch. Im Oktober 2023 wurde in Los Angeles die Engelbert Strauss Inc. eröffnet. 2024 eröffnete das Unternehmen in Bad Orb das Alea Resort mit Hotel, Spa und Apartments und im selben Jahr vier Pop-up-Stores in Bauhaus-Filialen. Im Januar 2025 erfolgte die Namensänderung in Strauss GmbH & Co. KG.

## Unternehmen
Strauss vertreibt Arbeitskleidung und Sicherheitsausrüstung und bietet Textilveredelung, mit Stick-, Druck- und Lasertechnik, sowie Produkte für Kinder an. Das Unternehmen beschäftigt rund 1.700 Mitarbeiter und erzielte 2023 einen Umsatz von 1,4 Milliarden Euro.

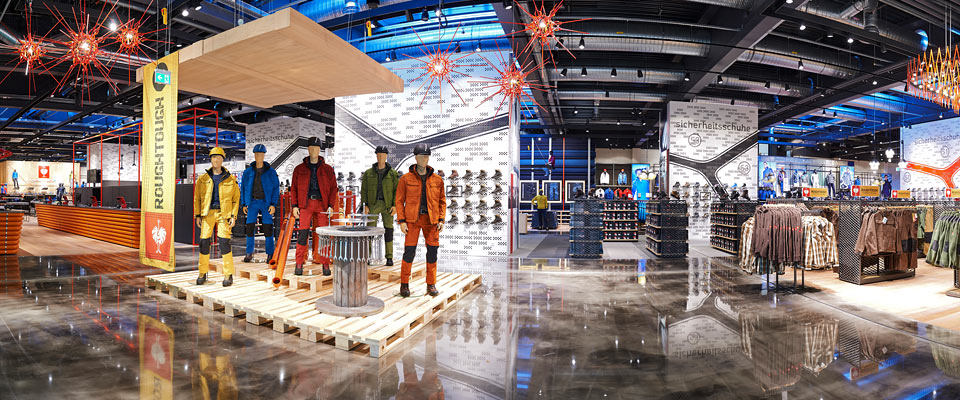
Strauss-Fachmarkt in Biebergemünd

Neben einem Onlineshop betreibt Strauss vier eigene Fachmärkte, sogenannte „Workwearstores“ in Biebergemünd unmittelbar neben dem Hauptsitz sowie in Hockenheim, Bergkirchen und Oberhausen. Am Standort Schlüchtern betreibt BLG Logistics ein Kommissionierungs- und Logistikzentrum für Strauss. In Bangladesch betreibt das Unternehmen ein Entwicklungszentrum für Berufskleidung mit angeschlossener Kleinserienfertigung. Strauss besitzt mit Stand 2019 keine firmeneigenen Produktionsstätten und lässt seine Produkte zu etwa 90 % in Asien herstellen. Die größten Produktionspartner befanden sich 2023 in Bangladesch (41 %), China (21 %), Vietnam (11 %), Laos (8 %), Myanmar (7 %) und der Türkei (5 %).
Firmenlogo ist im Sinne eines redenden Wappens ein stilisierter Vogel Strauß.

## Kritik
Im Jahr 2018 attestierte das Nachrichtenmagazin Der Spiegel dem Unternehmen eine „ausgeprägte Allergie gegen Betriebsräte“, obwohl Strauss seit 2016 Mitglied der Fair Wear Foundation ist, die sich für faire Arbeitsbedingungen und Arbeitnehmerrechte einsetzt.
Der BUND kritisierte den Geschäftsführer Henning Strauss 2025 für die Kampagne gegen die Errichtung von bereits seit längerer Zeit genehmigten Windrädern in einem Vorranggebiet für Windkraft, mehr als drei Kilometer von Bad Orb entfernt. Strauss versuche „ohne Rücksicht seine Interessen durchzusetzen“. Matthias Zach (Grüne) resümierte: „Strauß nimmt politisch Einfluss. Ob als Privatmann oder im Hintergrund – für die Bürger ist es die Firma Strauss, die jetzt Einfluss darauf nimmt, ob Windkraftanlagen gebaut werden dürfen oder nicht.“ „Da kauft sich einer eine Stadt, ganz gezielt, und bestimmt nun das politische Handeln.“ Strauss will einen Teil des Forsts zu einem sogenannten Kur- und Heilwald seines Alea Resorts machen und dem stünden die Windräder im Wege. Der Präsident der Frankfurter Eintracht Mathias Beck, einer der Unterzeichner eines offenen Briefes an verschiedene Zeitungen, distanzierte sich jedoch kurze Zeit später von der Kampagne. In einer ARD-Dokumentation übten verschiedene Anwohner im März 2025 zum Teil scharfe Kritik am Unternehmer Henning Strauß und dass das Unternehmen Strauss dafür auch politischen Einfluss nehme.

## Auszeichnungen
- 2021 Goldenes Brandeisen[30]
- 2023 Deutscher Marketing-Preis[31][32]
- 2024 TW-Forum-Preis des Magazins Textilwirtschaft[33]

## Partnerschaften und Sponsoring

### Soziales
Seit 2013 ist das Unternehmen Bluesign-Systempartner und unterstützt die Initiative Cotton made in Africa. Darüber hinaus gehört Strauss seit 2015 dem Bündnis für nachhaltige Textilien und seit 2016 der Fair Wear Foundation an. Gemeinsam mit der Deutschen Gesellschaft für Internationale Zusammenarbeit (GIZ) baut Strauss seit 2020 einen Lehrstuhl für Nachhaltigkeit und textile Innovation an der Ahsanullah University of Science and Technology in Bangladeschs Hauptstadt Dhaka auf und eröffnete in Kooperation mit der Don-Bosco-Mission 2024 eine Schule in Bangladesch.
In einem Pilotprojekt zusammen mit dem Bundesforst will Strauss im nordhessischen Oberaula 1000 Baumriesen bewahren.

### Kultur
2019 und 2022 stattete Strauss die Tour-Crew von Metallica aus. Im Jahr 2023 wurden eine Super-Mario- und eine Fast & Furious-Kollektion herausgebracht.

### Sport
Strauss ist Sponsor der deutschen Fußballnationalmannschaft sowie der Männer- und Frauen-U21-Nationalmannschaft, Eintracht Frankfurt, dem DFB-Pokal der Herren, dem DFB-Pokalfinale der Frauen sowie dem DFB-ePokal.
Im Jahr 2024 wurde das Unternehmen Sponsor des FC Liverpool und des Los Angeles FC.
Bis 2027 ist Strauss außerdem offizieller Partner der UEFA Europa League und der Europa Conference League. Weiterhin war die Marke Strauss offizieller Workwear-Partner der Fußball-Europameisterschaft 2024 in Deutschland.
Für das Jahr 2022 und 2023 war Strauss Hauptsponsor und Namensgeber der League-of-Legends-Liga Strauss Prime League, der höchstklassigen Liga des Spiels im DACH-Raum.
Vor dem Super Bowl 2023 verkündeten Strauss und das NFL-Topteam Kansas City Chiefs eine mehrjährige Kooperation. Seit dem 1. Oktober 2024 ist Strauss offizieller Workwear-Partner und erster Helm-Sponsor der Major League Baseball sowie Workwear-Partner für die Minor League Baseball.